# Миколаївська сільська рада (Веселинівський район)
Микола́ївська сільська́ ра́да — колишній орган місцевого самоврядування в Веселинівському районі Миколаївської області. Адміністративний центр — село Миколаївка.

## Загальні відомості
- Миколаївська сільська рада утворена в 1960 році.
- Територія ради: 3,733 км²
- Населення ради: 969 осіб (станом на 2001 рік)

## Населені пункти
Сільській раді підпорядковані населені пункти:
- с. Миколаївка
- с. Подолянка
- с. Степанівка
- с. Суха Балка
- с. Урсолівка

## Склад ради
Рада складалася з 16 депутатів та голови.
- Голова ради: Колесник Олександр Анатолійович
- Секретар ради: Булденко Антоніна Борисівна

### Керівний склад попередніх скликань
| ПІБ                             | Основні відомості                                   | Дата обрання | Дата звільнення |
| ------------------------------- | --------------------------------------------------- | ------------ | --------------- |
| Мироженко Надія Василівна       | Сільський голова, 1948 року народження              | 26.03.2006   | 31.10.2010      |
| Колесник Олександр Анатолійович | Сільський голова, 1972 року народження, освіта вища | 31.10.2010   |                 |

Примітка: таблиця складена за даними сайту Верховної Ради України